# Великий Москворіцький міст
Великий Москворіцький міст (рос. Большой Москворецкий мост) — один з мостів через Москву-ріку. Розташований поруч зі Спаськими воротами Кремля, сполучає Василівський узвіз, вулицю Варварка з вулицею Велика Ординка. Продовження мосту — Малий Москворіцький міст. Довжина з підходами — 554 м, ширина — 40 м. Трипрогінний, монолітно-залізобетонний.
Після вбивства Бориса Нємцова набула поширення й інша назва мосту — Нємцов міст, хоча вона і не була прийнята владою.

## Історія
Побудований на місці однієї з найстаріших переправ в місті. З 1498 року існував наплавний міст на шляху від Тверської до Серпуховської дороги. 1789 року побудований дерев'яний пальовий міст. 1829 року зведено кам'яні бики трьох дерев'яних прольотів по 28 м. 1870 року міст згорів, а 1872 року встановлені металеві прольоти. Назва мосту дана за Москворіцькою вулицею.
Сучасний міст побудовано в 1938 році (інженер В. С. Кирилов, архітектори Олексій Щусєв і П. М. Сардар'ян).
На цьому мосту 28 травня 1987 року на легкому одномоторному літаку приземлився західнонімецький спортсмен-пілот Матіас Руст.
27 лютого 2015 року на цьому мосту був застрелений політик Борис Нємцов. Через що соратник Нємцова, співголова «РПР-Парнас» Михайло Касьянов, запропонував дати мосту нову назву — Нємцов міст. На місці загибелі Нємцова підтримується «народний меморіал».

## Галерея

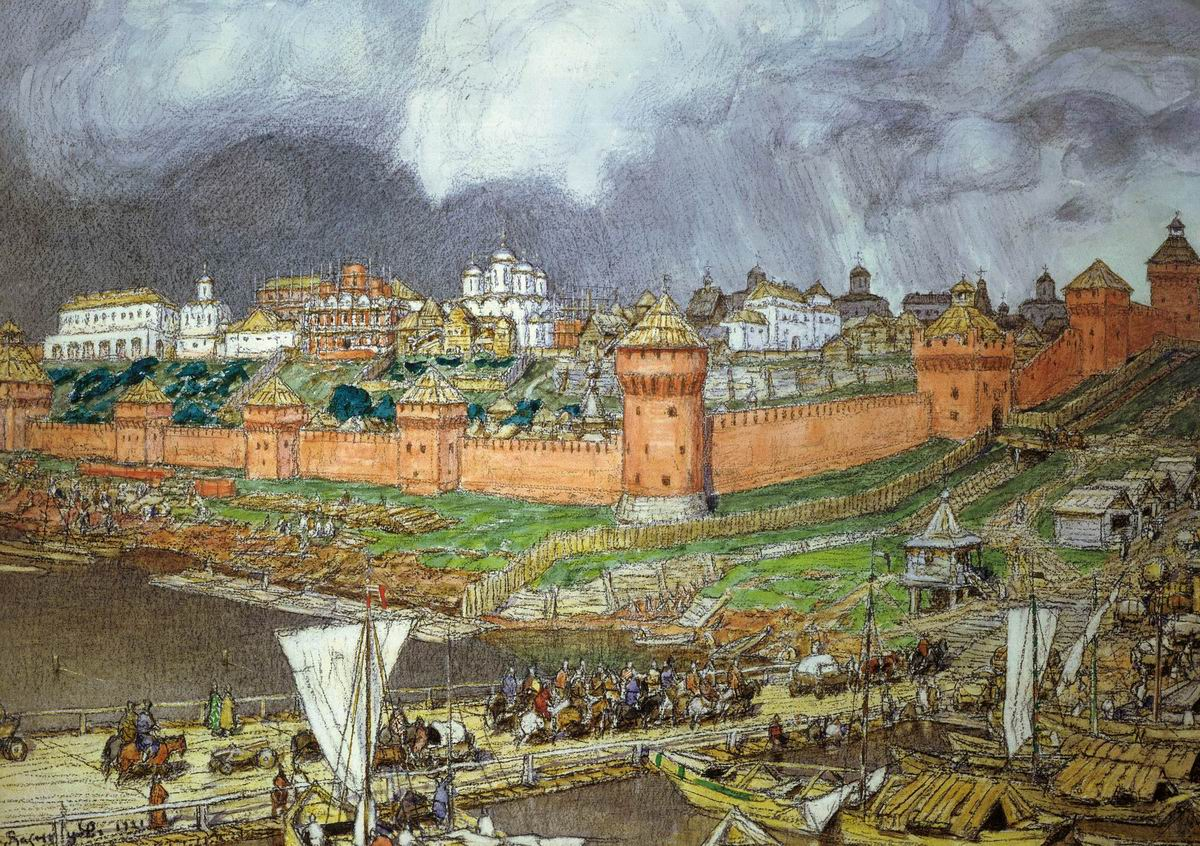
Наплавний міст через Москву-ріку за Івана III
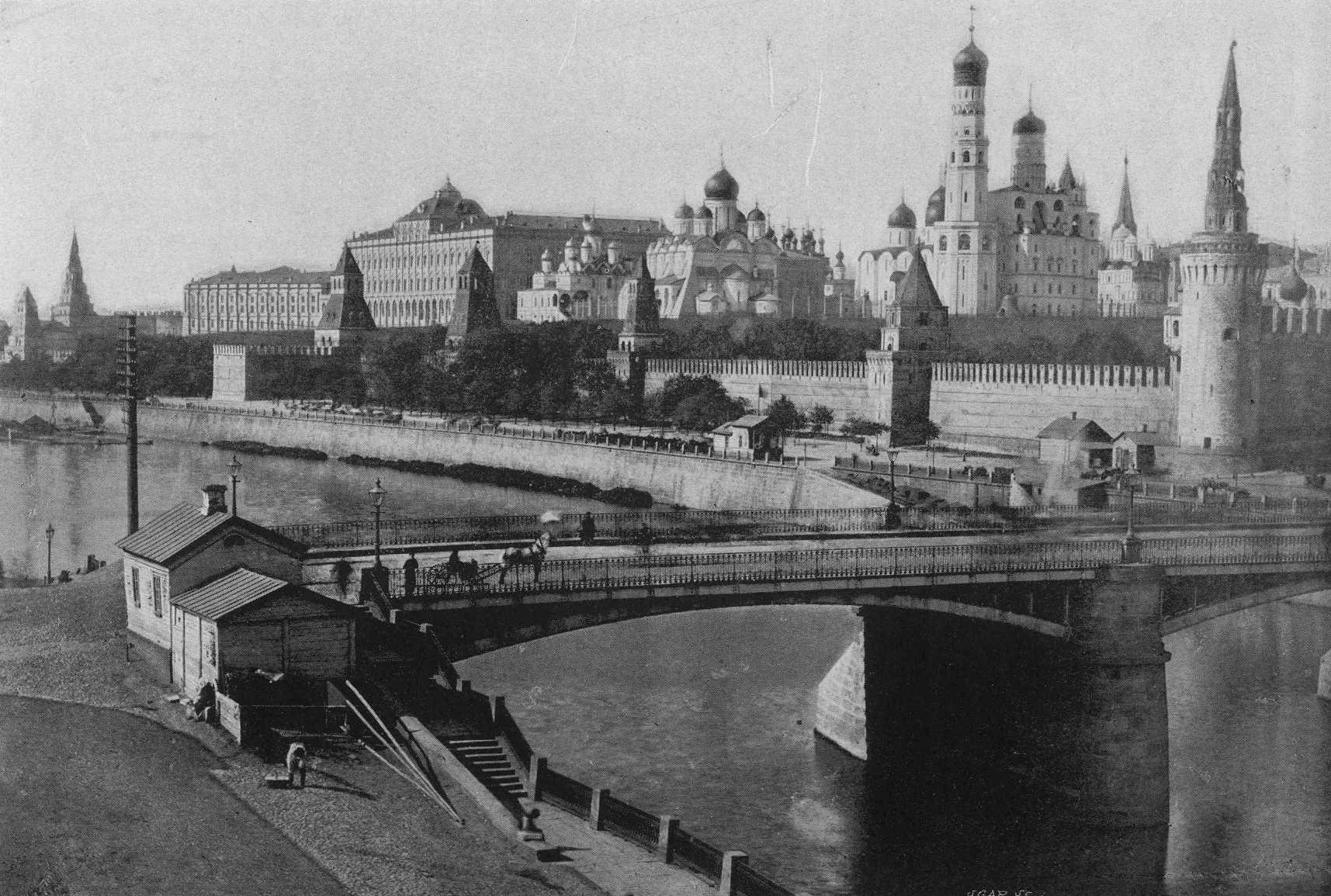
Москворецький міст (старий), 1902.
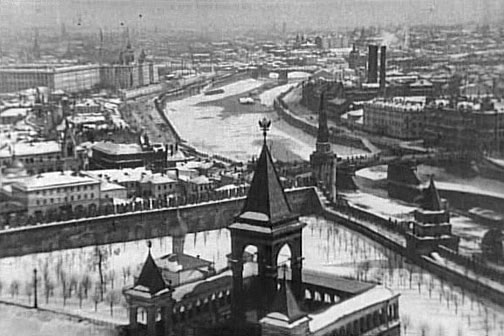
Вид з Філаретової прибудови Успенської дзвіниці Кремля на східну сторону. Кадри з фільму Москва в сніговому вбранні, 1908
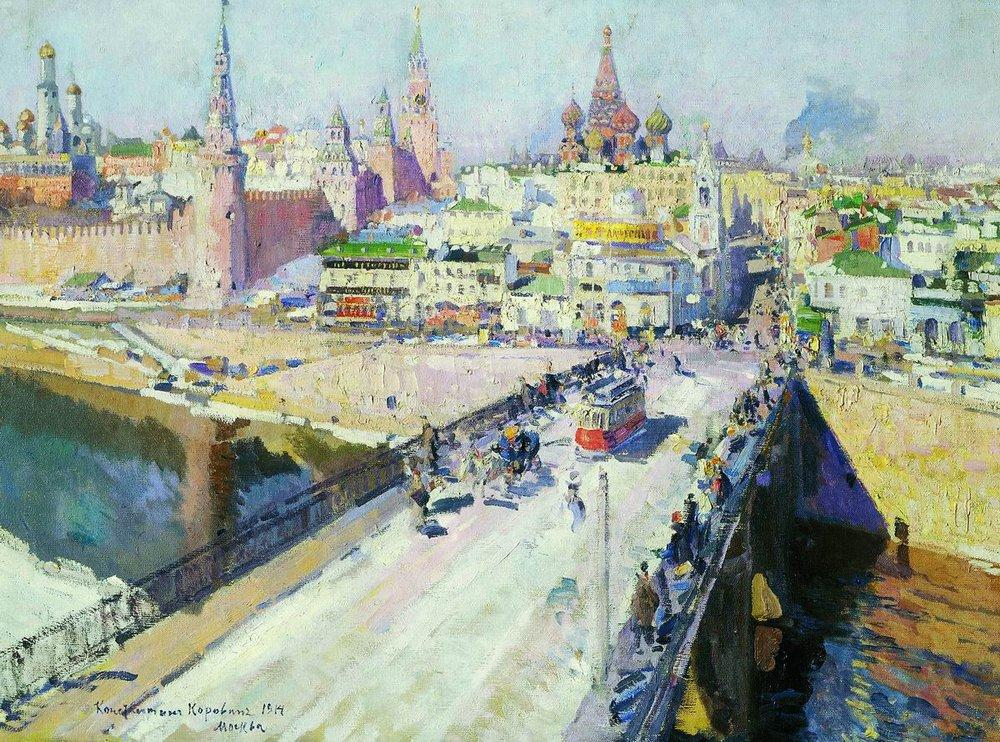
К. Коровін. Москворецький міст (старий), 1914.
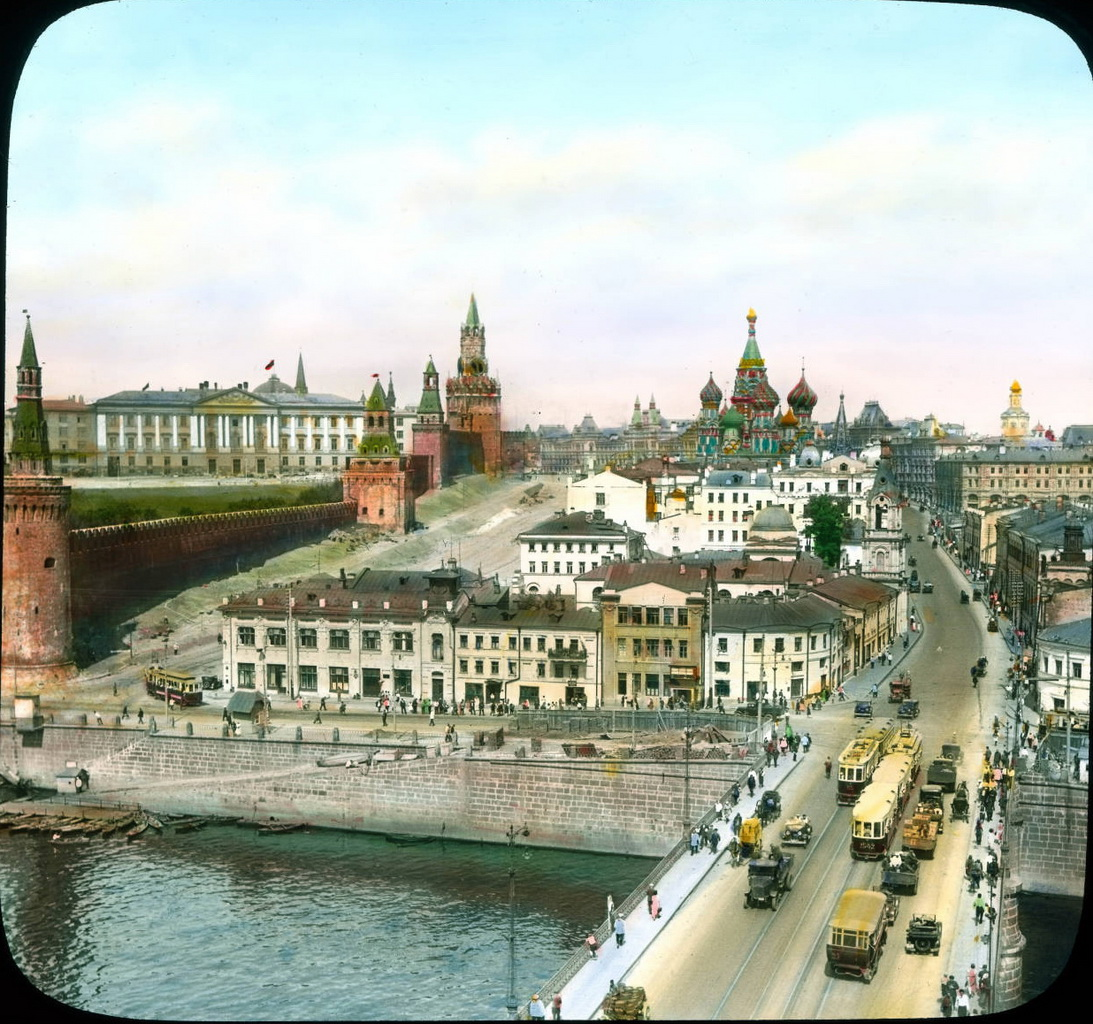
Москворецький міст (старий).
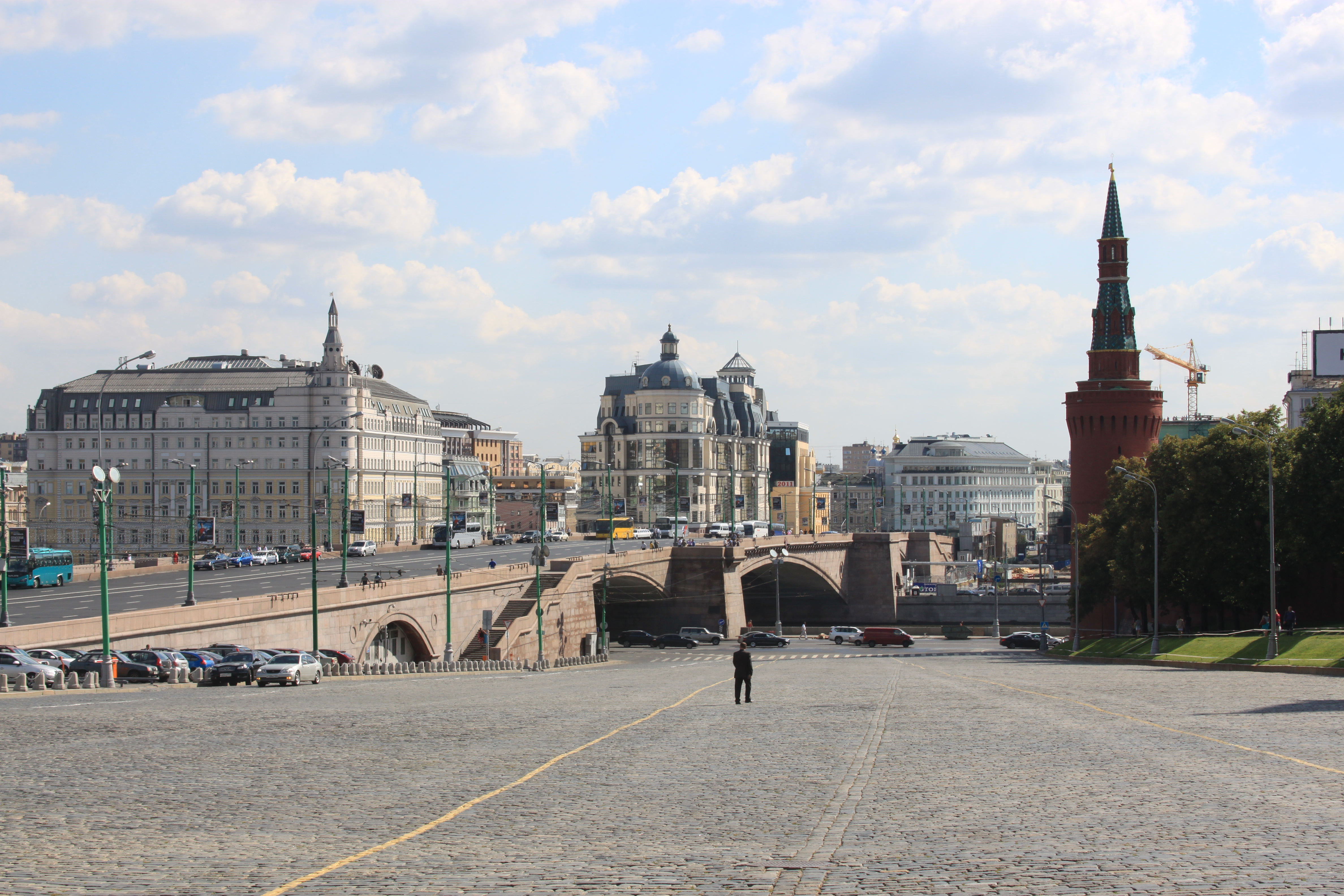
Вид з Василівського спуску на Великий Москворецький міст (2011)
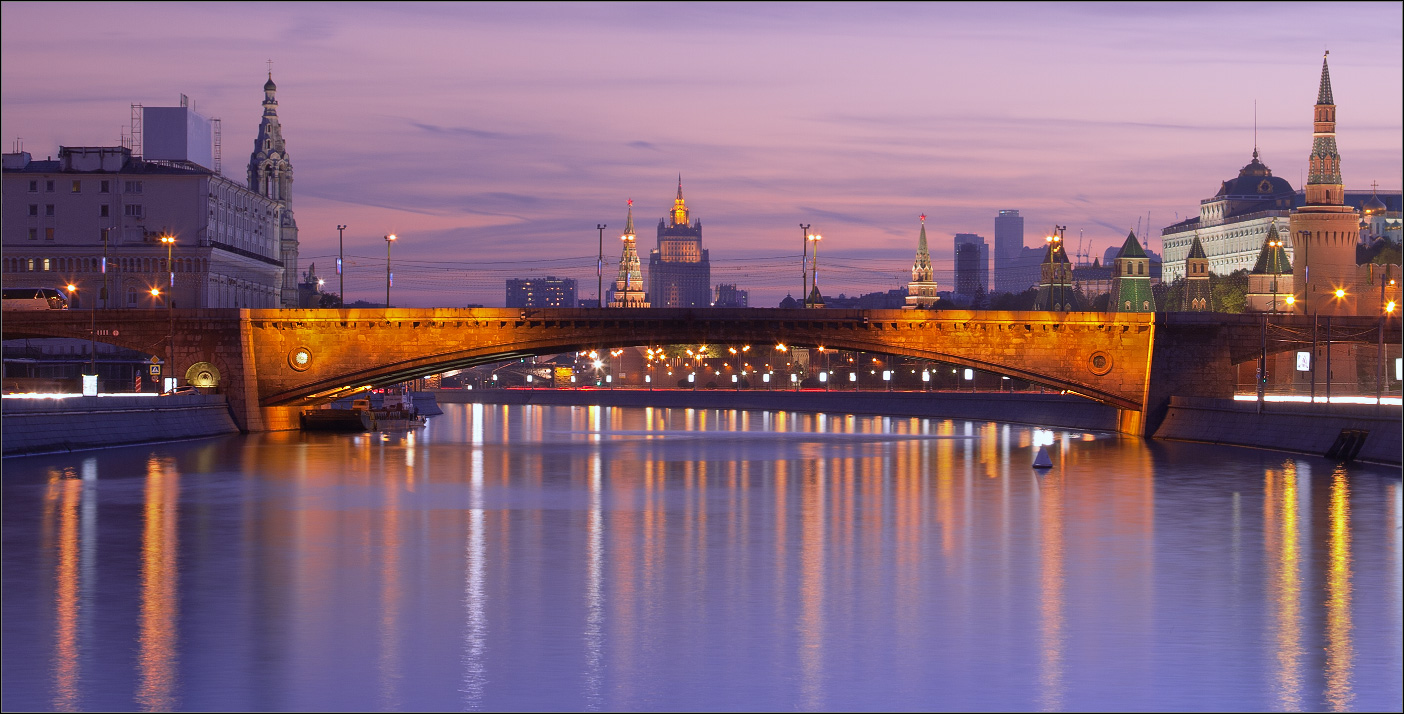
Великий Москворецький міст вночі (2011)